# Autostrada A25 (Niemcy)
Autostrada A25 (niem. Bundesautobahn 25 (BAB 25) także Autobahn 25 (A25)) – autostrada w Niemczech przebiegająca od hamburskiego węzła autostradowego Dreieck Hamburg Südost przez Bergedorf do Geesthacht. Nazywana jest także Marschenautobahn (pol. autostrada rozlewiskowa) z powodu jej położenia na terenach podmokłych.

## Historia
Pierwotnie A25 miała biec przez Lauenburg/Elbe, Dannenberg (Elbe), Klietz i Wustermark z przedłużeniem do autostrady A10. Dla obszaru Hamburga istniały również plany przeprowadzenia trasy A25 przez Horner Kreisel (przy A24), City Nord, port lotniczy do autostrady A7 na wysokości Norderstedt. Mimo że plan został zawieszony, pozostały efekty wstępnych prac budowlanych, jak chociażby mosty obwodnicy Jahnring na zachowanej trasie.